# A halott menyasszony
A halott menyasszony (eredeti cím: Corpse Bride) 2005-ben bemutatott brit-amerikai stop-motion–animációs vígjáték. A filmet írta és rendezte Tim Burton. A mese Victor Van Dortról szól, aki tévedésből elvette feleségül a halott menyasszonyt, igazi jegyese helyett. Az eredeti változat szinkronhangjai Johnny Depp, Helena Bonham Carter, Burton felesége és Christopher Lee. A film a Warner Bros. megbízásából készült, a magyar szinkront a Mafilm Audio Kft. készítette 2006-ban.

## Cselekmény
|  | Alább a cselekmény részletei következnek! |

Victor Van Dortot és Victoria Everglotot a szüleik házasságra kényszerítik, hogy Victor családja feljebb kerüljön, és Victoria családja kilábaljon a pénztelenségből. Egyikőjük se akar összeházasodni egy ismeretlennel, de miután találkoznak, rögtön egymásba szeretnek.
Miután Victor folyamatosan elfelejti az esküjét a próbaesküvőn, a pap elküldi őt, hogy gyakoroljon. Victor a közeli erdőbe megy gyakorolni, és ráhúzza a gyűrűt egy faágra, amiről kiderül, hogy igazából egy halott karja, és véletlenül megkérte Emily kezét.
Miután Victor elájul, a holtak világában találja magát új menyasszonyával, aki halott. Eközben Victoria szüleinek a fülébe jut, hogy Victort egy másik nő karjai közt látták. Victor minden áron vissza akar jutni az élők világába Victoriához, és, átverve Emilyt, sikerül is neki. Elmondja Victoriának, mi történt, de Emily közbelép, és visszaviszi Victort a holtak világába.
Victoria elmondja a szüleinek, amit Victortól hallott, de azt hiszik, megőrült. Ezután Victoria szülei úgy döntenek, hogy máshoz házasítják hozzá, a jómódúnak tűnő Lord Barkis Bitternhez.
Victor közben belenyugszik, hogy soha nem térhet már vissza, és hátralévő életét Emilyvel kell eltöltenie. Mindenközben kiderül, hogy Victor és Emily csak akkor maradhatnak házasok, ha Victor is meghal, és Victor hajlandó feláldozni ezért az életét.
A holtak világának összes lakója felmegy az élők világába, Victor és Emily esküvőjére, ahol Victor mérget fog inni, hogy holttá váljon, és Emilyvel legyen. De az esküvőt megszakítja Victoria, aki közben összeházasítottak Lord Barkis Bitternnel, akarata ellenére. Emily ekkor rájön, hogy ő akadályozza Victoria boldogságát, ezért visszalép a házasságtól, és áldását adja Victorra és Victoriára.
Ekkor Lord Barkis megjelenik, és kiderül, hogy ő verte át, és ölte meg Emilyt. S miután Barkis véletlenül megissza a mérget, a holtak megbosszulhatják, amit Emilyvel tett, és Victoria özveggyé válik, így összeházasodhatnak Victorral.
Végül Emily visszaadja Victornak a gyűrűjét, és ezernyi pillangóvá válva eltűnik a holdfényes éjszakában.
|  | Itt a vége a cselekmény részletezésének! |

## Szereplők
| Szereplő                    | Eredeti hang         | Magyar hang     |
| --------------------------- | -------------------- | --------------- |
| Victor Van Dort             | Johnny Depp          | Stohl András    |
| Emily, a halott menyasszony | Helena Bonham Carter | Zakariás Éva    |
| Victoria Everglot           | Emily Watson         | Haffner Anikó   |
| Nell Van Dort               | Tracey Ullman        | Molnár Piroska  |
| Hildegarde                  | Tracey Ullman        | Illyés Mari     |
| William Van Dort            | Paul Whitehouse      | Harsányi Gábor  |
| Mayhew                      | Paul Whitehouse      | Benkóczy Zoltán |
| Paul, a főpincér            | Paul Whitehouse      | Bardóczy Attila |
| Maudeline Everglot          | Joanna Lumley        | Szabó Éva       |
| Finis Everglot              | Albert Finney        | Hollósi Frigyes |
| Barkis Bittern              | Richard E. Grant     | Szersén Gyula   |
| Galswells atya              | Christopher Lee      | Kézdy György    |
| Ős Gutknecht                | Michael Gough        | Horkai János    |
| Kukac                       | Enn Reitel           | Fekete Zoltán   |
| Kikiáltó                    | Enn Reitel           | Mikula Sándor   |
| Bonejangles                 | Danny Elfman         | Forgács Péter   |
| Emil                        | Stephen Ballantyne   | Verebély Iván   |
| Komoly falusi fiú           | Lisa Kay             | N/A             |

## Díjak és jelölések
Oscar-díj (2006)
- jelölés: legjobb animációs film  (Tim Burton, Mike Johnson)

## Televíziós megjelenések
HBO, Film+, Film+ 2, RTL Klub, Cool